# Grandpa Jones
Grandpa Jones (pol. Dziadek Jones), właśc. Louis Marshall "Grandpa" Jones (ur. 20 października 1913 w Niagarze, w stanie Kentucky, zm. 19 lutego 1998) – amerykański piosenkarz country grający na banjo.
Grandpa Jones wychował się w Akron (Ohio), gdzie po raz pierwszy zaczął grać muzykę country w lokalnej audycji radiowej. W 1935 roku występował w klasycznej rozgłośni radiowej WBZ (AM), w Bostonie (w stanie Massachusetts), gdzie spotkał muzyka i autora tekstów Bradleya Kincaida. On to nadał mu imię "Grandpa" i postanowił stworzyć mu odpowiedni image.

## Kariera artystyczna
Jako Grandpa Jones grał na banjo, jodłował, śpiewał stare ballady country. Dzięki swojemu poczuciu humoru trafił do rozrywkowych programów telewizyjnych. Występował w telewizyjnym show Hee Haw, w countrowym programie radiowym Grand Ole Opry oraz koncertował w Nashville (Tennessee). Do jego wyróżniających utworów należały: T is for Texas i Mountain Dew.
Grandpa Jones największą popularność zyskał dzięki audycji radiowej Grand Ole Opry, gdzie padało dyżurne pytanie Hej dziadek, co jest na śniadanie? na które Jones odpowiadał w dowcipny sposób i przedstawiał różne przepisy kulinarne. Na końcu programu śpiewał razem z innymi amerykańskim piosenkarzami i gitarzystami country m.in. Buckiem Owensem, Royem Clarkiem i Kennym Pricem.
Mieszkając w Ridgetop, na przedmieściach Nashville, był sąsiadem i przyjacielem muzyka Davida "Stringbean" Akemana. Rankiem 11 listopada 1973 roku odkrył on ciało Akemana i jego żony, zabitych podczas włamania do ich domu.
W 1978 roku nazwisko Grandpa Jones zostało wprowadzone do Country Music Hall of Fame and Museum (Muzeum Muzyki Country). W 1984 roku została opublikowana jego autobiografia Everybody's Grandpa: Fifty Years Behind The Mike (redagowana przez Charlesa K. Wolfe'a).
W styczniu 1998 wystąpił po raz ostatni w audycji Grand Ole Opry i kilka tygodni później zmarł. Został pochowany na cmentarzu Luton Memorial Methodist Church w Nashville.

## Dyskografia
- Steppin' Out Kind – wyd. Ace, 14 marca 2006
- Country Music Hall of Fame 1978 – wyd. King Records, 3 października 1999;
- An American Original – wyd. C.M.H., 6 października 1998
- 28 Greatest Hits – wyd. King Records, 19 maja 1998
- Good Ole Mountain Dew – wyd. Sony Special Products, 1 stycznia 1995
- Pickin' and a Grinnin – wyd. Sony Special Products, 1 grudnia 1995